# Fusil semi-automatique L1A1
Le fusil semi-automatique L1A1, communément appelé « SLR » (de l'anglais Self-Loading Rifle) est la version britannique du FN FAL. Il en diffère essentiellement par son impossibilité à tirer en rafale. Construit en Angleterre, en Australie et en Inde, il arme la majorité des pays du Commonwealth.

## Histoire

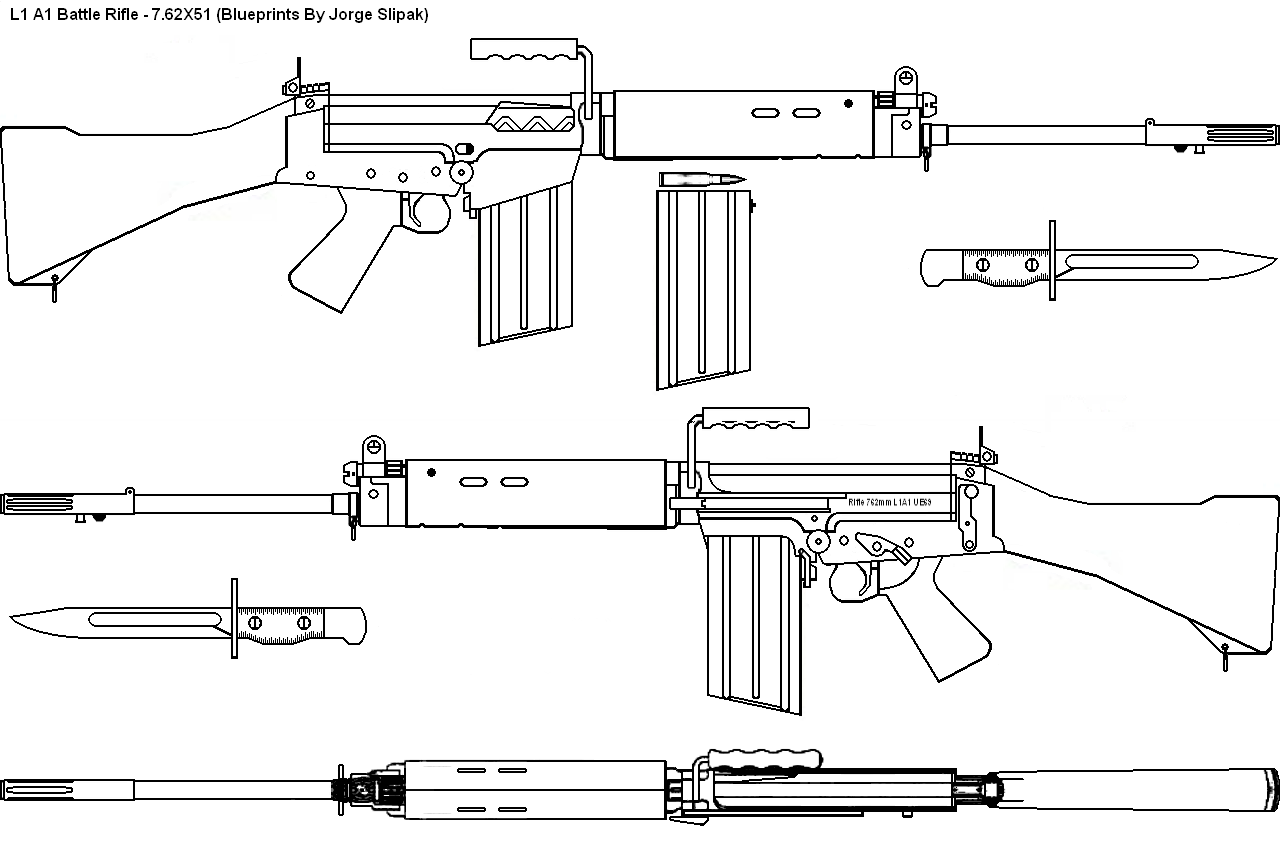
Plan 3 vues d'un L1A1.

À la fin des années 1950, la British Army s'aperçoit que l'Enfield EM2 ne donne pas entièrement satisfaction. Dans le même temps, l'OTAN choisit le 7,62 OTAN comme munition standard. Ainsi les autorités britanniques testent plusieurs prototypes du FN FAL (dont le L1A1). Il sera produit en grand nombre par l'Arsenal royal d'Enfield et par la firme privée BSA. Une licence de fabrication est accordée aux Arsenaux indiens (Fusil 1A/1C) et à la Manufacture d'armes légères de Lithgow en Australie (Nouvelle-Galles du Sud).

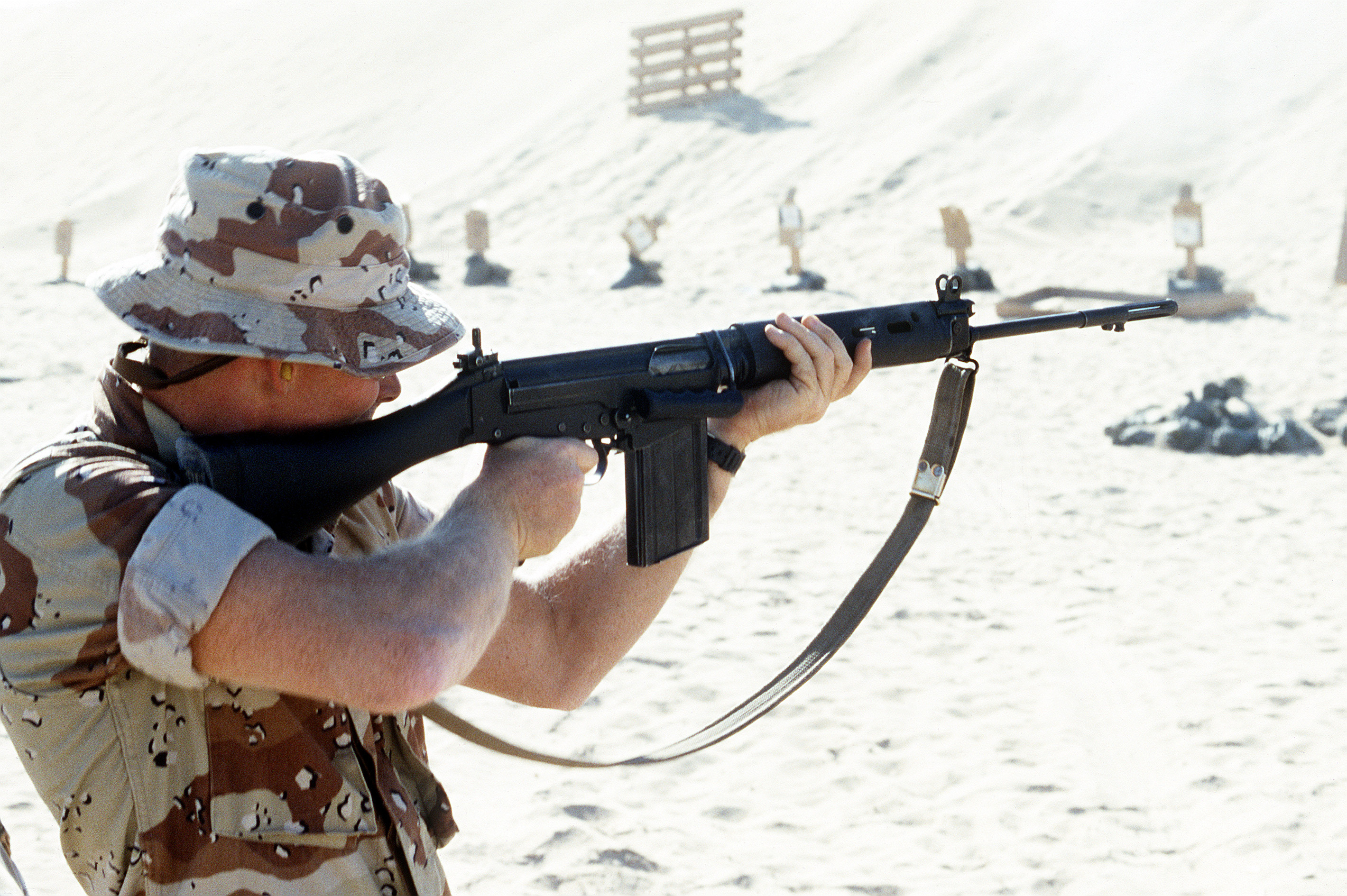
Soldat américain s'entraînant au L1A1 durant la guerre du Golfe

## Diffusion
En plus de la Grande-Bretagne, les fusils britanniques, dont la production est estimée autour d'un million, furent livrés aux armées des pays suivants : Bangladesh, Belize, Botswana, Gambie, Ghana, Guyana, Kenya, Île Maurice,Rhodésie du Sud, Sierra Leone, Swaziland, Trinité-et-Tobago et Zambie. Les armes britanniques connurent notamment le feu durant la Crise de Suez, la Guerre du Dhofar guerre du Bush de Rhodésie du Sud, le conflit nord-irlandais, la guerre des Malouines, la guerre du Golfe ou la guerre civile de Sierra Leone. Elle fut ainsi utilisée pour le massacre du Bogside par des soldats de l'armée britannique.

## Différences techniques
Les L1A1 de fabrication britannique sont des armes semi-automatiques. La crosse, le fût et la poignée-pistolet sont en bois puis en nylon. Pour en améliorer la résistance aux sables et autres corps étrangers, la culasse fut modifiée.

## Variantes australiennes

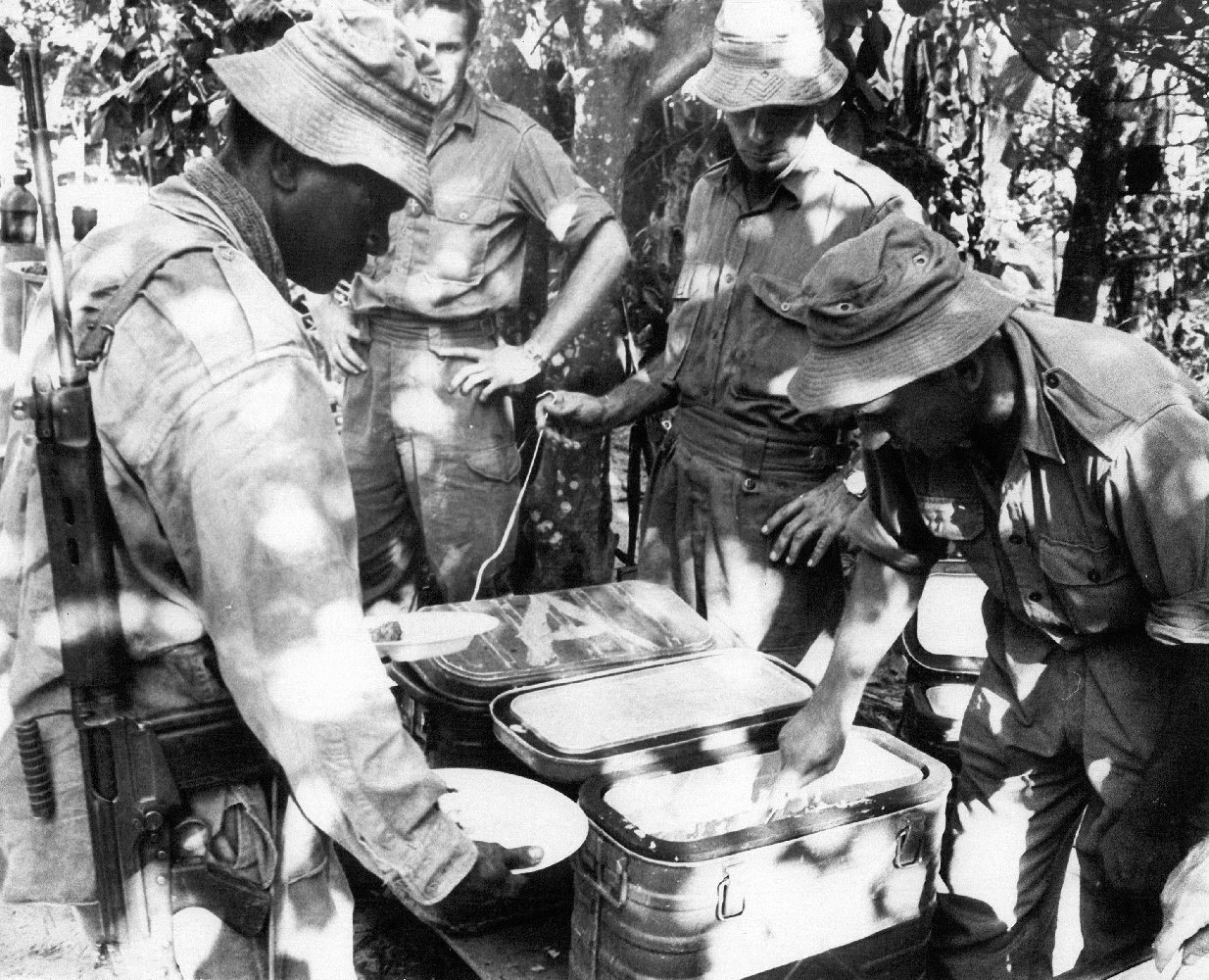
Fusilier australien armé de son L1A1 lors de l'Opération Crimp, durant la Guerre du Vietnam.

Les soldats australiens, fidjiens, jamaïcains, malais, néo-zélandais et singapouriens utilisaient des armes venant d'Australie.
Les L1A1 australiens sont dotés de garnitures en nylon fabriquées par ICI. La Manufacture de Lithgow a également produit (vers 1973) une version raccourcie et allégée (106 cm pour 4,9 kg chargée) dite L1A1-F1 utilisée par les soldats papous, tasmaniens, aborigènes et les cadets féminins australiens de corpulence plus faible que les Australiens. Quelques modèles F1 furent livrés à la Royal Hong Kong Police. L'armée australienne mit en service une version fusil-mitrailleur L2A1 plus imposante (6,9 kg) utilisant des chargeurs de 30 cartouches à la cadence de 700 coups par minute. Un nombre limité de L2A1 fut vendu à l'Armée de terre bangladaise.

## Dans la culture populaire
Moins visible sur les écrans que leur modèle belge, les L1A1 SLR apparaissent notamment dans plusieurs films, séries télévisées et jeux vidéo.
Le L1A1 en tant qu'arme du soldat britannique apparaît dans les  films sur le conflit nord-irlandais comme Au nom du père (1993), Blown Away (1994), Ennemis rapprochés (1997), Bloody Sunday (2002) ou  '71 (2014).